# Сиамаджоре
Сиамаджоре (итал. Siamaggiore) — коммуна в Италии, располагается в регионе Сардиния, в провинции Ористано.
Население составляет 996 человек (2008 г.), плотность населения составляет 75 чел./км². Занимает площадь 13 км². Почтовый индекс — 9070. Телефонный код — 0783.
Покровителем коммуны почитается святой равноапостольный император Константин, празднование 23 апреля.

## Демография
Динамика населения:

## Администрация коммуны
- Официальный сайт: